# Gephyromantis striatus
Gephyromantis striatus is een kikker uit de familie gouden kikkers (Mantellidae). De soort werd voor het eerst wetenschappelijk beschreven door Miguel Vences, Frank Glaw, Franco Andreone, Riccardo Jesu en Giovanni Schimmenti in 2002. De soort behoort tot het geslacht Gephyromantis.

## Leefgebied
De kikker is endemisch in Madagaskar. De soort komt voor in het noordoosten van het eiland en leeft op een hoogte van 400 tot 800 meter boven zeeniveau. De soort komt ook voor in nationaal park Masoala.

## Synoniemen
- Mantidactylus striatus Vences, Glaw, Andreone, Jesu & Schimmenti, 2002